# Doppelrahmkäse

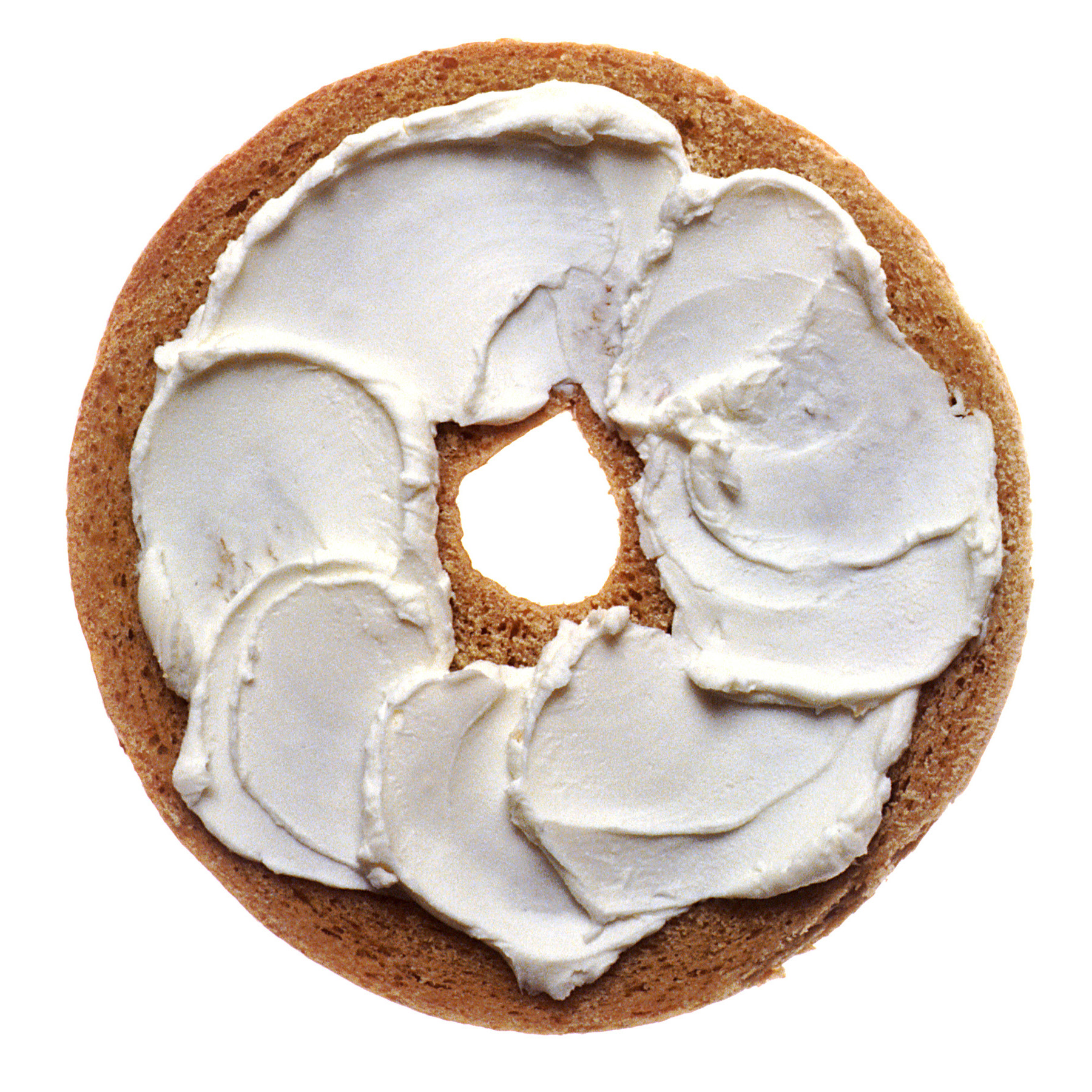
Bagel mit Doppelrahmkäse

Doppelrahmkäse (auch Doppelrahmstufe) ist in Deutschland die Fettgehaltsstufe von Käse mit mindestens 60 und höchstens 87 Prozent Fett in der Trockenmasse (Fett i. Tr., § 5 Käseverordnung). In Österreich dürfen Käse mit mindestens 55 Prozent Fett in der Trockenmasse (F. i. T.) als überfett und mit mindestens 65 Prozent (F. i. T.) als doppelfett bezeichnet werden (§ 8 Milch-Qualitätsverordnung). In der Schweiz hat Doppelrahmkäse einen Fettgehalt von mindestens 650 g/kg Fett i. T. (bei Streichkäse ist dabei eine Trockenmasse von mindestens 530 g/kg Käse, bei Streichschmelzkäse von mindestens 450 g/kg Käse vorgegeben) (Art. 52, Art. 62 VLtH).
Käse der Doppelrahmstufe haben damit für gewöhnlich einen sehr unaufdringlichen Geschmack. Sie sind geruchlos und weich und schmecken, sofern sie nicht durch Gewürze verändert wurden, süßlich-mild und gelegentlich auch etwas säuerlich. Ihre Reifezeit ist grundsätzlich sehr kurz.
In den USA ist der Doppelrahmkäse, englisch cream cheese, ein gebräuchlicher Frischkäse. Doppelrahmkäse wird vielfältig verwendet, beispielsweise als Brotaufstrich oder zur Herstellung von Käsekuchen.
Bekannte Doppelrahm(frisch)käse sind:
- Boursin, ein mit Knoblauch und Kräutern gewürzter französischer Doppelrahmkäse
- Petit-suisse, ein mit Rahm angereicherter Kuhmilchfrischkäse

Eine Frischkäsezubereitung ist aber:
- Philadelphia (Frischkäsezubereitung), ein amerikanischer Doppelrahmkäse, der weltweit erhältlich ist.

Käse mit einem Fettgehalt von mindestens 75 Prozent in der Trockenmasse werden gelegentlich als Dreifachrahmkäse bezeichnet. Dieser Begriff ist eine Handelsbezeichnung, die von der französischen Einstufung von Käse wie dem Brillat-Savarin als triple crème abgeleitet ist. Rechtlich gelten auch diese Käse in Deutschland und Österreich als Doppelrahmkäse, in der Schweiz als doppelfett.